# Manoao
Manoao es un género de coníferas incluido en  la familia Podocarpaceae. Contiene una única especie, M. colensoi, endémico de Nueva Zelanda, donde lo conocen con el nombre maorí de  manoao, o como silver pine (pino plateado), Westland pine (pino de Westland) o white silver pine (pino blanco plateado). Hasta 1996 lo clasificaban en Dacrydium o Lagarostrobos, pero recientemente se ha considerado un género distinto, a pesar de que muchos botánicos lo siguen incluyendo en Lagarostrobos arguyendo que no es géneticamente distinto de ese género.
El Manoao es un árbol perennifolio de crecimiento lento, que mide 15 metros de altura, en las áreas húmedas de Nueva Zelanda.  Su madera se considera fina, recta y duradera